# Dieter Stolte

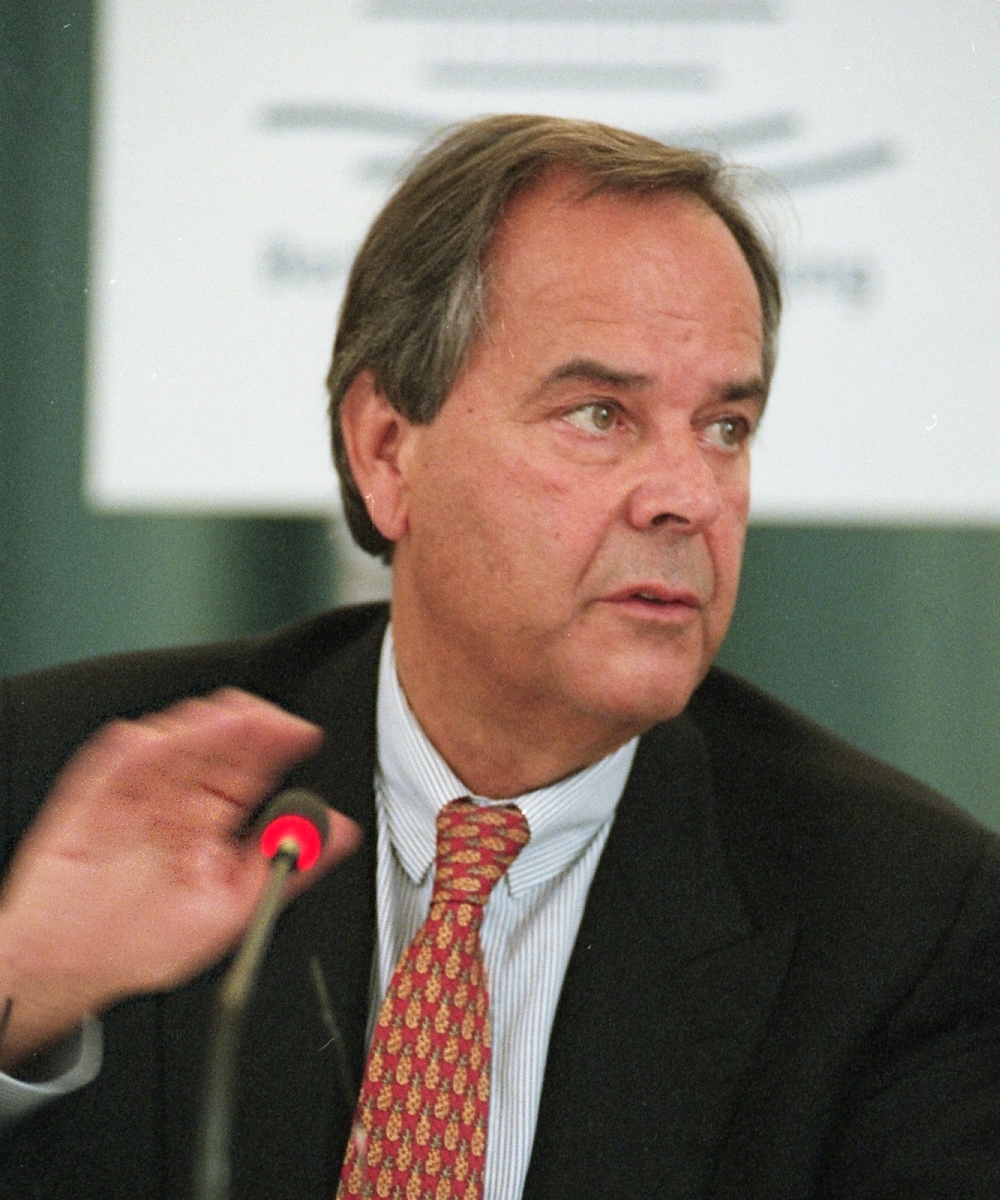
Dieter Stolte (2000)

Dieter Stolte (* 18. September 1934 in Köln; † 10. Dezember 2023 in Berlin) war ein deutscher Journalist und Intendant des öffentlich-rechtlichen Rundfunks in Deutschland. Von 1982 bis 2002 war er Intendant des Zweiten Deutschen Fernsehens (ZDF). Von 2002 bis Februar 2010 war er als Herausgeber der Zeitungen Die Welt und Berliner Morgenpost tätig. Er war bis Juni 2014 Aufsichtsratsvorsitzender der Ströer Media SE.

## Leben
Dieter Stolte verbrachte seine frühe Jugend in Köln, Berlin, Saarbrücken, Gößnitz und in Meerane. Nach dem Abitur am Gauß-Gymnasium in Worms studierte er von 1955 bis 1961 Philosophie, Geschichte und Germanistik in Tübingen und Mainz. In Tübingen wurde Stolte Mitglied der KStV Alamannia im KV. Sein Studium verdiente er sich als freier journalistischer Mitarbeiter beim Radio und kam so zum ersten Mal mit den Funkmedien in Kontakt.
Dieter Stolte war verheiratet und Vater einer Tochter. Er starb 2023 im Alter von 89 Jahren. Vor seinem Tod litt er an der Parkinson-Krankheit. Seine letzte Ruhestätte fand er auf dem Berliner Friedhof Dahlem (Feld 008-117).

### Funktionen

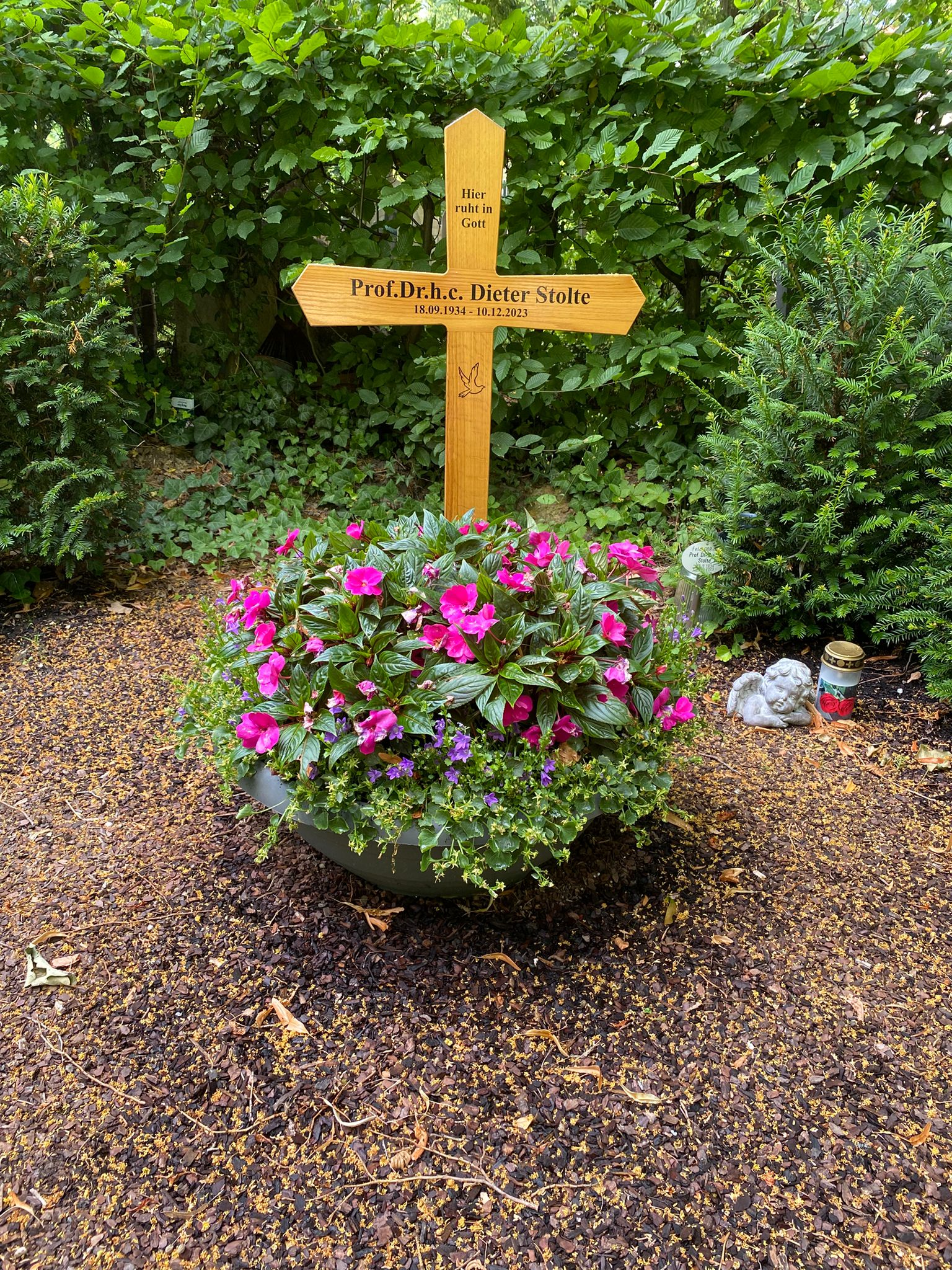
Grabstätte auf dem Friedhof Dahlem

Nach dem Studium begann Stolte 1961, beim Saarländischen Rundfunk als Leiter der Abteilung Wissenschaft zu arbeiten. 1962 ging er zum neu gegründeten ZDF und wurde dort persönlicher Referent des Intendanten Karl Holzamer. Von dieser Position aus startete seine Karriere beim ZDF über die Stationen Leiter Programmplanung (bis 1973), Programmdirektor (ab 1977) bis zum Intendanten des Senders (15. März 1982 bis 14. März 2002). Zwischen 1973 und 1976 war er kurzzeitig Fernsehdirektor beim Südwestfunk in Baden-Baden, kam aber 1976 vor dem Umzug des Senders in das neue Sendezentrum in Mainz-Lerchenberg als Programmdirektor zurück zum ZDF. 1975 kandidierte Stolte für das Amt des WDR-Intendanten, unterlag aber Friedrich-Wilhelm von Sell.
Seit 1980 war Dieter Stolte Professor für Medientheorie und Medienpraxis an der Hochschule für Musik und Theater Hamburg. Er war im Aufsichtsrat der Loremo AG. Ab April 2006 war er Vorsitzender des Museumsvereins des Deutschen Historischen Museums in Berlin und Vorstandsmitglied der Axel-Springer-Stiftung. Seit März 2010 war er Vorsitzender des Redaktionsbeirates des privaten Senders radio B2. Außerdem war er ab August 2011 Aufsichtsratsvorsitzender der Ströer Out-of-Home Media AG; nach Ablauf seiner Amtszeit im Juni 2014 trat Stolte nicht mehr zur Wiederwahl an. Er war unter anderem als Mitglied des Kuratoriums der Deutschen Stiftung Denkmalschutz und als Mitglied der Deutschen Krebshilfe kulturell und sozial engagiert.

### Erfolge
Stolte führte ab 1977 mit den Vorbereitungen zum Umzug des Senders 1984  aus dem zweiten Provisorium der Gründungszeit bei Taunusfilm in Wiesbaden in die Neubauten in Mainz-Lerchenberg mit erkennbarem Erfolg in eine eigenständige Programmstruktur. Dazu gehörte ab dem 1. Januar 1978 das heute-journal. Die zur Magazin-Ausgabe umgestaltete zweite Abendausgabe der heute-Sendung ging zusammen mit den ARD-Tagesthemen an den Start. Das heute-journal bekam eine eigene Redaktion und wurde auch von eigenen Studioredakteuren moderiert.
In seiner zwanzigjährigen Amtszeit schuf er außerdem den 1984 gegründeten Kulturkanal 3sat in Co-Produktion mit dem österreichischen ORF und der Schweizer SRG SSR, zu dem später als Ergänzung und mit ähnlicher Zielsetzung 1992 die gemeinsame Kooperation des ZDF und der Landesrundfunkanstalten der ARD in ARTE mit Rundfunkgesellschaften der Französischen Republik (Gesellschafterstruktur France Télévisions zu 45 %, der französische Staat zu 25 %, Radio France zu 15 % und das Institut national de l’audiovisuel (INA) zu 15 %) hinzukam.

### Wirken
Bei der Einführung von Videotext/Teletext, die Mitte der 1970er Jahre einen heftigen Streit zwischen öffentlich-rechtlichem Rundfunk und Zeitungsverlegern auslöste, sorgte Stolte gemeinsam mit der ARD und deren zur Leitung der ARD/ZDF-Videotext-Zentrale bestimmten Alexander Kulpok für eine reibungslose Etablierung des neuen programmbegleitenden Mediums. Eine Kontroverse löste Stolte mit dem Satiremagazin Notizen aus der Provinz aus, das zunächst 1979 einen Namenswechsel vollzog und 1980 auf Anraten Stoltes durch den Intendanten Karl-Günther von Hase abgesetzt wurde: Notizen aus der Provinz wurde nach 66 Folgen nicht mehr fortgeführt. Stolte wurde unterstellt, mit der Entscheidung seine Wahl zum Intendanten des ZDF im Jahr 1982 sicherstellen zu wollen. Erst 2007 wurde mit der Sendung Neues aus der Anstalt dieses Programmsegment im ZDF wieder besetzt.

## Auszeichnungen und Ehrungen
- 1978: Bundesverdienstkreuz am Bande
- 1983: Bundesverdienstkreuz I. Klasse
- 1983: Bambi
- 1985: Goldene Kamera
- 1985: Bayerischer Verdienstorden
- 1988: Großes Goldenes Ehrenzeichen der Republik Österreich
- 1990: Großes Bundesverdienstkreuz
- 1991: Ehrendoktorwürde der Johannes Gutenberg-Universität Mainz[10]
- 1994: Verdienstorden des Landes Rheinland-Pfalz
- 1995: Euronatur-Umweltpreis
- 1997: International Emmy Award für das Lebenswerk[11]
- 1999: Sieghardt-von-Köckritz-Preis
- 1999: Verdienstorden des Landes Berlin
- 2000: Österreichisches Ehrenkreuz für Wissenschaft und Kunst I. Klasse
- 2001: Sonderpreis des Robert-Geisendörfer-Preises
- 2002: Goldene Feder für sein Lebenswerk
- 2002: Großkreuz des Ordens des Heiligen Gregors des Großen
- 2002: Ehrenring der Stadt Mainz
- 2002: Großes Bundesverdienstkreuz mit Stern
- 2015: Verdienstorden des Freistaats Thüringen

## Sonstiges
Um die Frage, wer Stoltes Nachfolger als ZDF-Intendant werden sollte, wurde lange innerhalb des in zwei parteipolitisch orientierte Lager aufgeteilten ZDF-Fernsehrates gerungen. Im Zuge des Streites wurde kritisiert, wie parteipolitisch determiniert der ZDF-Fernsehrat war. Auch Stolte selbst bezeichnete den langen Streit als „unsachgemäß und schädlich“. Erst im fünften Wahlgang erzielte ein Kandidat die erforderliche Mehrheit von drei Fünfteln der Stimmen; Markus Schächter wurde gewählt.
Von 1996 bis 2003 gehörte Stolte den Aufsichts- und Kontrollgremien der gemeinnützigen Bertelsmann Stiftung an.